# 향병일기
향병일기(鄕兵日記)는 경상북도 안동시 신세동에 있는, 선조 26(1592)년부터 이듬해인 선조 27(1593)년까지 약 1년 남짓한 기간 동안 안동을 비롯한 주변 지역에서 활약한 近始齋 金垓(1555∼1593)의 의병부대 활동을 사실적으로 기록한 필사본 일지이다. 2014년 10월 20일 경상북도의 유형문화재 제483호로 지정되었다.

## 개요
이 책은 선조 26(1592)년부터 이듬해인 선조 27(1593)년까지 약 1년 남짓한 기간 동안 안동을 비롯한 주변 지역에서 활약한 近始齋 金垓(1555∼1593)의 의병부대 활동을 사실적으로 기록한 필사본 일지이다. 글씨는 行草書로 기록되어 있고, 책의 크기가 커서 7針眼으로 묶은 선장본이다. 저자나 필자는 알 수 없으나, 권두와 권말에 판독하기 어려운 관인이 각각 날인되어 있는 것으로 보아 공적인 기록으로 볼 수 있다.
현재, 『鄕兵日記』는 이 책과 함께 광산김씨 수장본 등 두 종의 필사본이 전래되고 있는데, 서로 많은 차이를 보인다. 이 책의 내용은 날짜순에 따라 軍務와 관련된 일을 사실 그대로 직서하였다. 안동 지역의 전쟁 상황과 이 지역 선비들이 임란에 대처하기 위해 의병을 일으켜 군량을 모집하고 의병장을 선출하며 전시에 대비하여 군사조직 체계를 갖추는 내용들이 상세하게 기술되어 있다.
이 책은 지역 의병사를 고찰할 수 있는 역사적·학술적 가치가 뛰어난 기록물이며, 경북 지역의 임진왜란 관련 기존 자료들과 비교할 때 연구자료로서의 가치가 크다.

## 참고 자료
- 향병일기 - 국가유산청 국가유산포털